# Wilmia
Wilmia is een monotypisch geslacht van schimmels uit de orde Pleosporales. De typesoort was Wilmia brasiliensis , maar deze is later heringedeeld naar het geslacht Letendraea als Letendraea brasiliensis waardoor dit geslacht geen soorten bevat.